# Gold Rush! 2
Gold Rush! 2 ist ein Point-and-Click-Adventure, dass 2017 von Sunlight Games entwickelt und von Sunlight Games und KISS ltd veröffentlicht wurde. Die Story stammt von Doug MacNeill und Marco Sowa. Das Spiel erschien am 28. April für Windows, macOS und Linux. Die Portierungen wurden danach entwickelt.

## Handlung
Jerrod Wilson verließ seine Heimat Brooklyn, New York während des Goldrauschs im Jahre 1849, um seinen Bruder zu finden, der 11 Jahre zuvor die Stadt verlassen musste. Nach längerer Zeit fanden Jerrod und Jake gemeinsam eine große Goldader in Kalifornien. Das Spiel spielt 1868, 20 Jahre lang haben sie das Gold in der Mine freigelegt. Den größten Anteil der Erträge aus der Mine haben sie an Mr. Quail, einem Bänker und Familienfreund, gesendet, der die Erträge investiert hat. Dadurch kamen die Brüder zu einem erheblichen Vermögen und Einfluss.
Mr. Quail hat ihnen immer wieder Neuigkeiten aus der Heimat zu kommen lassen. So erfahren sie, das William Tweed, den Jerrod und Jake als Anführer einer Bande von Dieben und Erpressern kennen, und wegen dessen Jake Brooklyn verlassen musste, sehr einflussreich geworden ist. Er agiert nun in der Landesregierung und die Mitglieder seiner Bande haben zentrale Positionen in Brooklyn inne. Dadurch, dass die Polizei auch auf Tweeds Gehaltsliste steht, konnten er und seine Bande ihre korrupten Machenschaften unbehelligt fortführen.
Jake und Jerrod entscheiden sich ihre Mine zu verkaufen und mit der neu erbauten, transkontinentalen Eisenbahn die Reise zurück nach Brooklyn anzutreten. Die Brüder haben Beweise, die Tweed bis an sein Lebensende ins Gefängnis bringen werden. Tweed erfährt von ihrer Rückkehr und setzt alles Erdenkliche daran, sie an dieser zu hindern.

## Spielprinzip und Technik
Es gilt wie schon beim Vorgänger Rätsel und Quests zu lösen und Gegenstände entsprechend zu benutzen. Dabei ist auch die Kommunikation mit NPCs im Spiel wichtig. Das Spiel bietet wie bereits sein Vorgänger einige historische Informationen. So wird u. a. gezeigt, wie sich Kalifornien seit dem Goldrausch im ersten Teil 20 Jahre zuvor verändert hat. Die Reise zurück nach Brooklyn tritt man über die gerade gebaute transkontinentale Eisenbahnstrecke an und erlebt dann Brooklyn in New York während des Baus der Brooklyn Bridge.

## Produktionsnotizen
Gold Rush! 2 wurde, wie bereits das Remake vom Original Gold Rush! von Sunlight Games entwickelt. Die Geschichte stammt von Doug MacNeill und Marco Sowa.

## Rezeption
Gold Rush! 2 erhielt eher negative Bewertungen. Das deutsche Fachmagazin Adventure Corner lobte die englische Sprachausgabe des Spiels, kritisierte aber eine uninteressante Story, generische Grafiken, anspruchslose Rätsel und grobe technische Unzulänglichkeiten. Das Magazin empfahl das Spiel ausschließlich für Spieler, denen der ähnlich schlecht bewertete Vorgänger Gold Rush! Anniversary gefallen habe. Das US-Magazin Adventure Gamers fand positive Worte für die Einbettung historisch bedeutender Orte in die Spielwelt und für die Hintergrundgeschichte des Spiels, das den Spieler ansonsten „im Stuhl einschlafen lasse“. Das Magazin kritisierte eine nicht vorhandene Charakterzeichnung, rudimentäre Rätsel sowie eine „amateurhafte Low-Budget-Visualisierung“.